# Malte-Till Kogge
Malte-Till Kogge (* 10. November 1924 in Greifswald; † 1. Januar 2002 in Garmisch) war ein deutscher Journalist.

## Leben
Seine Karriere begann Kogge als Volontär bei der Neuen Zeitung, danach arbeitete er als Nachrichtenredakteur beim Tagesspiegel und wechselte später zum Berliner Anzeiger. 1952 war er für das Medienunternehmen Ullstein Verlag tätig, verließ das Unternehmen im Jahr 1953 und wechselte zur Gründungsredaktion der B.Z. Kogge war als Nachfolger von Karl-Heinz Hagen Chefredakteur von Dezember 1960 bis September 1973 für die Zeitung B.Z. tätig. Ab 1973 war Kogge Leiter des Verlagsbüros des Axel Springer Verlages in Zürich. Kogge starb 2002 in Garmisch.